# 基督教香港信義會啟信學校
基督教香港信義會啟信學校（英語：ELCHK Lutheran School）是一所由基督教香港信義會於2016年創辦，位於香港元朗區元朗市的私立小學。

## 校訓及經訓[1]
校訓：「信望愛」
經訓：「上帝就是愛」（約翰一書四章十六節上）

## 歷史
1997年，基督教香港信義會以「元朗信義學校」名義在元朗信義中學舊址創校，2001年成立夜校部（多元化教育中心），次年正式易名為「元朗信義書院」（英語：ELCHK Yuen Long Lutheran College），後來更與香港公開大學合辦毅進等課程，書院於2014年8月31日結束。現址為基督教香港信義會啟信學校，是一所基督教私立小學。

## 開設科目[2]
- 以英語教授：英文、數學、常識、 STEM、音樂、美術、電腦、戲劇。
- 以普通話教授：中文及普通話。
- 以普通話或粵語教授：體育。
- 以粵語教授：生命教育（教授價值教育、綠色生活、社交、團隊協作、解難、理財技巧）、聖經及時事。

## 設施[3]
課室18個、全校使用LED光管，每間課室均設各科學習及資料角，誘發學生自主學習。

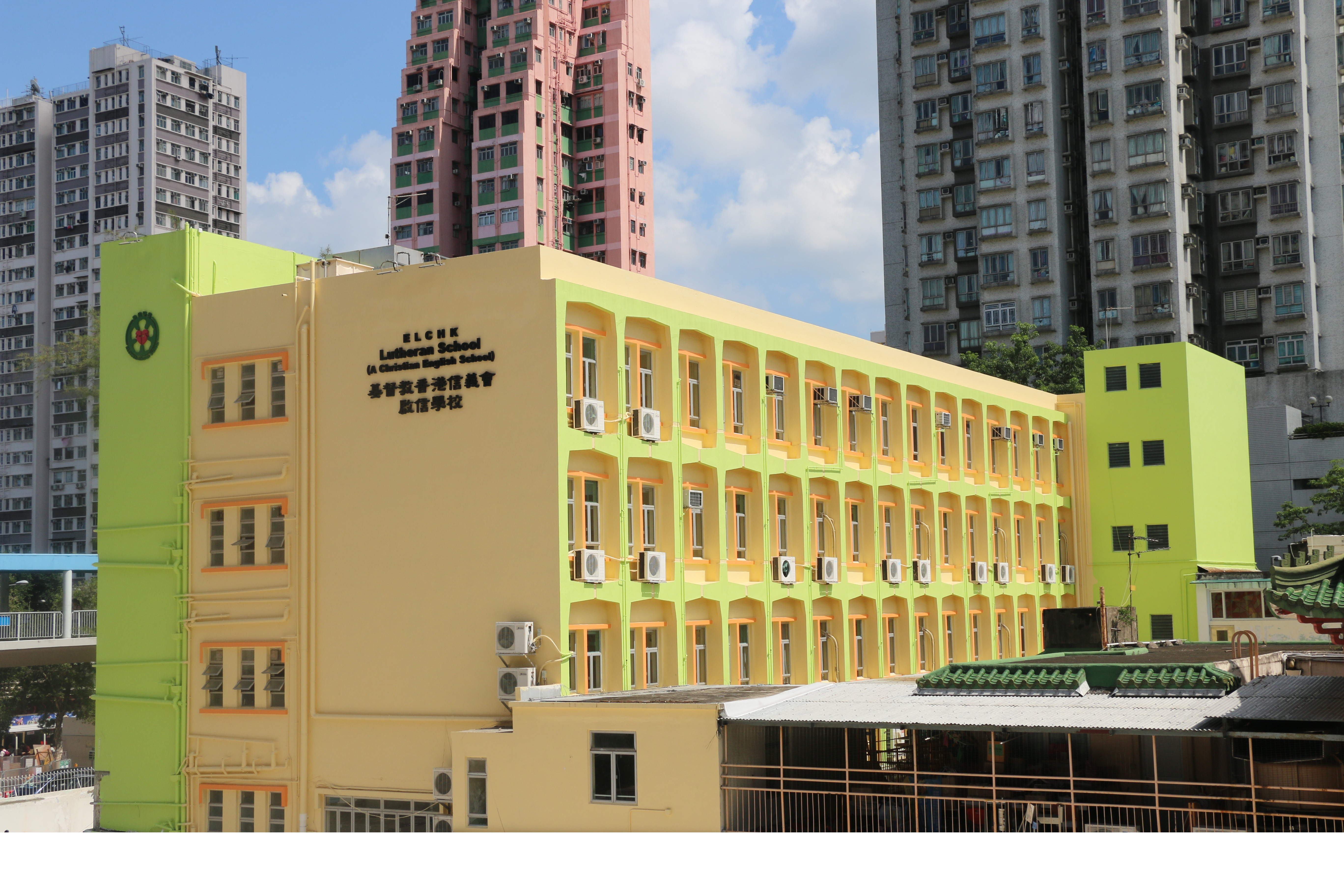
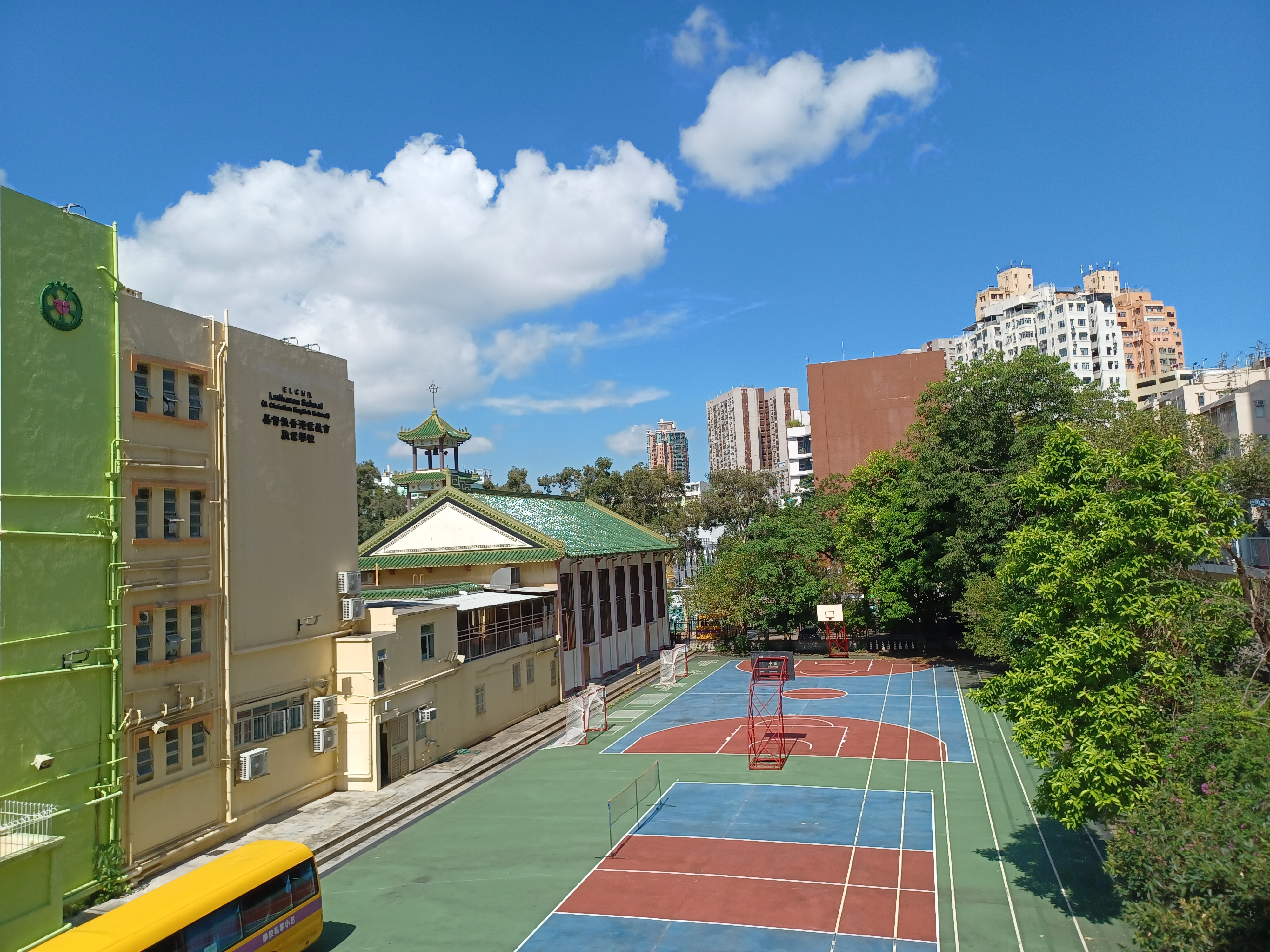
籃球場
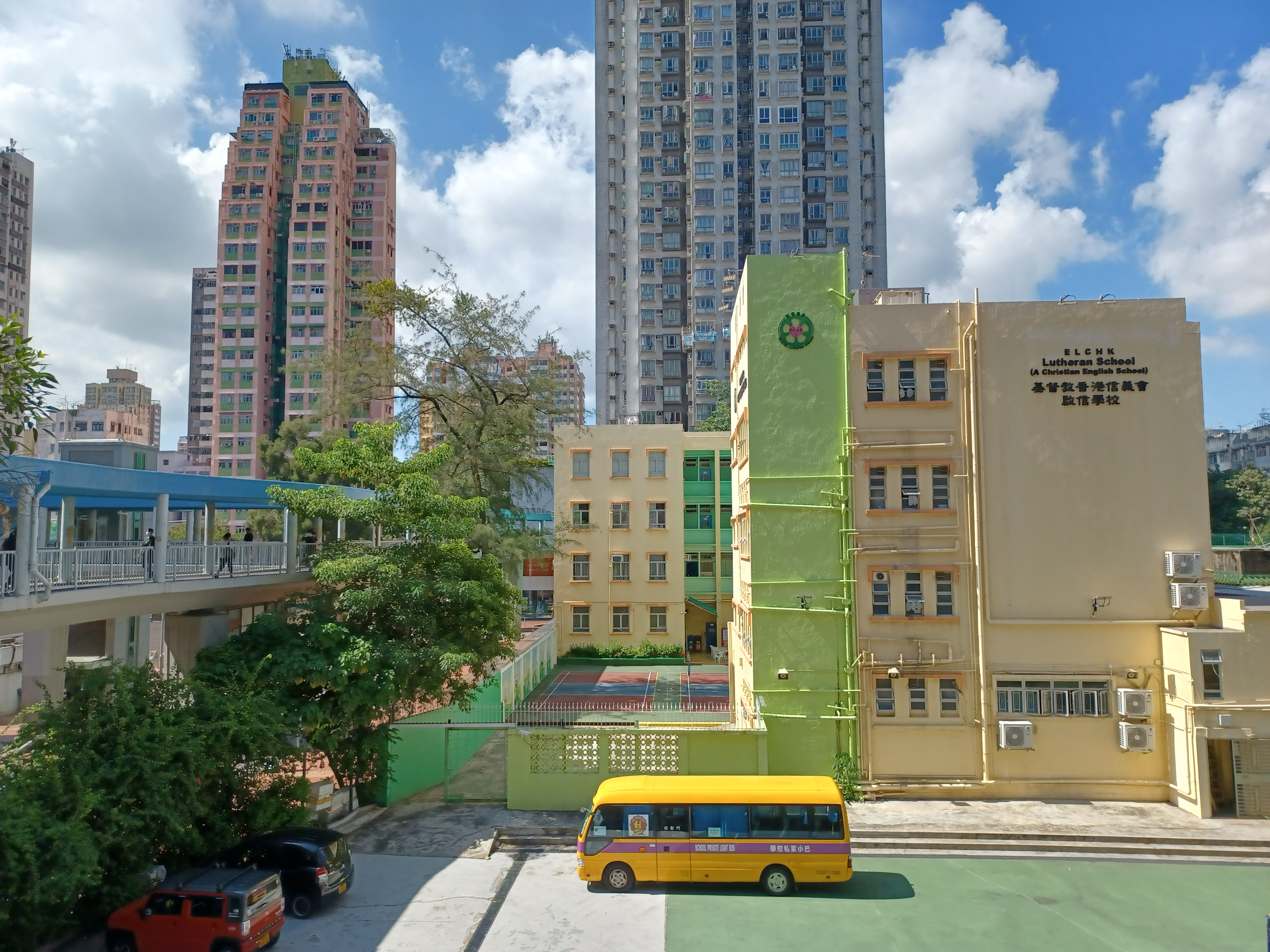
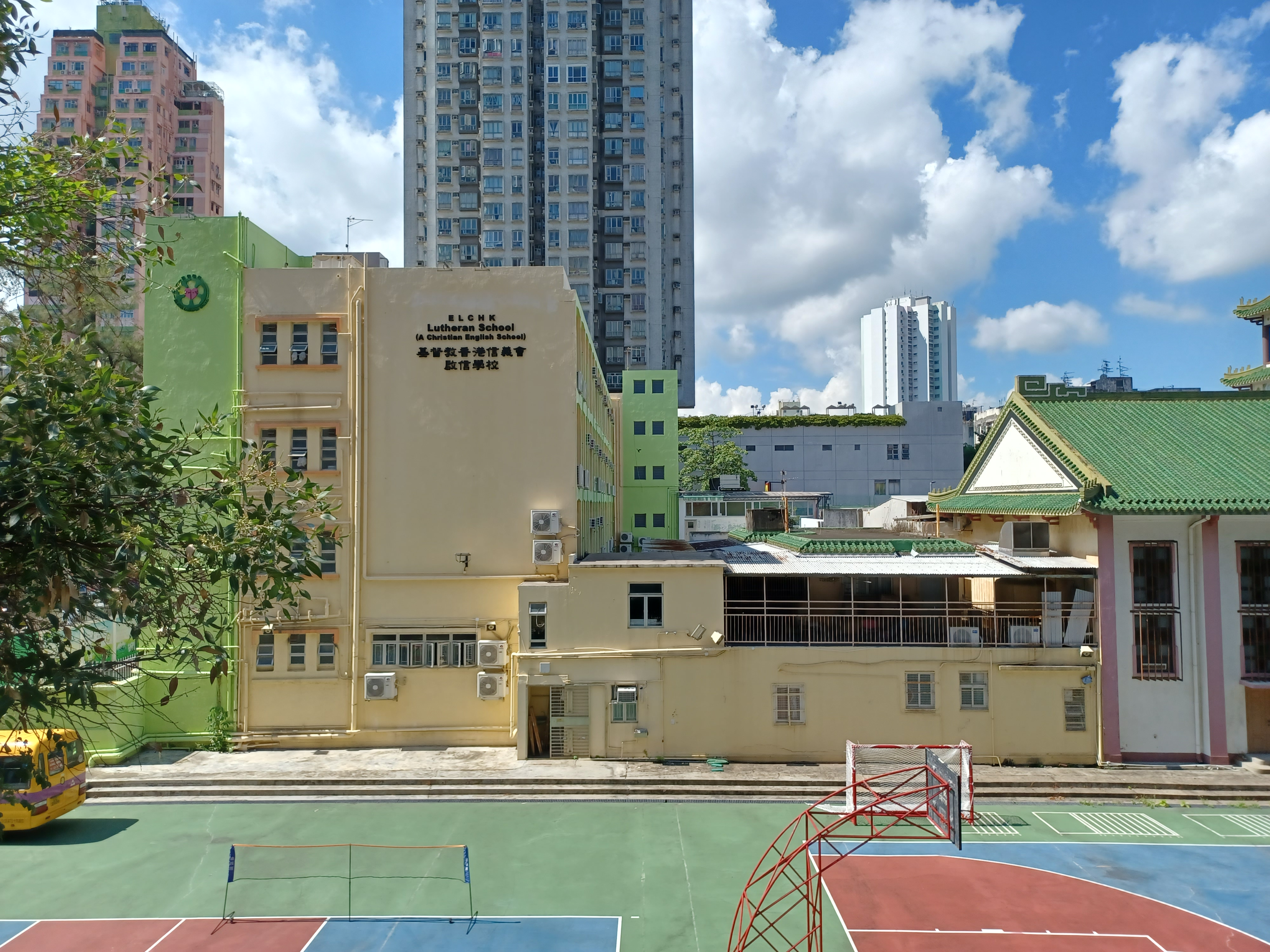

## 位置與交通
該校鄰近豐年路輕鐵站、元朗（西）巴士總站、元朗廣場。